# Tour de France 1983
Il Tour de France 1983, settantesima edizione della Grande Boucle, si svolse in ventidue tappe precedute da un prologo iniziale, tra il 1º luglio e il 24 luglio 1983, per un percorso totale di 3 862 km.
Fu vinto per la prima volta dal passista-scalatore e finisseur francese Laurent Fignon. Il corridore parigino avrebbe vinto anche l'edizione successiva.
Si trattò della trentaquattresima edizione della corsa a tappe francese vinta da un corridore di casa. 
Il passista-cronoman, scalatore e finisseur francese Bernard Hinault, dominatore delle più dure corse a tappe di quegli anni, era stato costretto a dare forfait a questo Tour, a causa di una fastidiosa tendinite al ginocchio. Il parigino Fignon era suo compagno di squadra, nonché gregario, alla Renault, compagine guidata dal direttore Cyrille Guimard. Seppure all'esordio, Fignon ebbe l'incarico di sostituire l'affermato campione bretone come capitano della compagine transalpina.
Laurent Fignon terminò le sue fatiche sugli asfalti di Francia con il tempo di 105h07'52". 
In seconda posizione nella graduatoria generale si classificò lo scalatore spagnolo Ángel Arroyo (sarà il suo unico podio in carriera nella Grande Boucle), anch'egli esordiente alla Grande Boucle come il vincitore Fignon. 
A piazzarsi al terzo posto della classifica generale fu lo scalatore olandese Peter Winnen (pure per lui si sarebbe trattato dell'unico podio della carriera al Tour, dopo averlo sfiorato nelle due edizioni precedenti, allorquando era giunto quinto nel 1981 e quarto nel 1982).
L'equilibrio di questa edizione fu sostanziale: se Fignon sopravanzò Arroyo di poco più di quattro minuti, i distacchi tra le posizioni successive furono risicati: cinque secondi tra il secondo (appunto Arroyo) e il terzo (Peter Winnen, Olanda); sette secondi tra l'olandese e lo scalatore belga Lucien Van Impe. Tra il secondo e il quarto classificato (Van Impe), intercorsero soltanto dodici secondi.
Per Van Impe, che era alla quattordicesima partecipazione alla Grande Boucle, si trattò della decima ed ultima apparizione tra i primi dieci della classifica generale. Il belga effettuerà una quindicesima ed ultima partecipazione alla corsa a tappe francese nel 1985, ma senza entrare tra i primi dieci della classifica generale.
Poco prima del forfait a questa edizione del Tour, Hinault aveva preso parte (per la seconda ed ultima volta) ad una delle più memorabili edizioni della Vuelta a España, vincendola (per la seconda volta su due partecipazioni appunto), proprio grazie all'aiuto determinante di Fignon che finirà invece settimo nella classifica generale della corsa a tappe spagnola. 
Con questa vittoria nella Vuelta, Hinault stabilì un primato: tra i pochi corridori (oggi sette: prima di lui Jacques Anquetil, Felice Gimondi ed Eddy Merckx; dopo di lui Alberto Contador, Vincenzo Nibali e Chris Froome) che potevano fregiarsi della "tripla corona" (cioè la vittoria in almeno una edizione dei Grandi Giri), egli diventava l'unico ad aver vinto almeno due edizioni di ogni Grande Giro. Questo primato fu poi eguagliato dallo spagnolo Contador nel 2015.

## Tappe
| Tappa  | Data      | Percorso                                                    | km    | Vincitore di tappa  | Leader cl. generale |
| ------ | --------- | ----------------------------------------------------------- | ----- | ------------------- | ------------------- |
| prol.  | 1º luglio | Fontenay-sous-Bois > Fontenay-sous-Bois (cron. individuale) | 5,5   | Eric Vanderaerden   | Eric Vanderaerden   |
| 1ª     | 2 luglio  | Nogent-sur-Marne > Créteil                                  | 163   | Frits Pirard        | Eric Vanderaerden   |
| 2ª     | 3 luglio  | Soissons > Fontaine-au-Pire (cron. a squadre)               | 100   | Coop-Mercier        | Jean-Louis Gauthier |
| 3ª     | 4 luglio  | Valenciennes > Roubaix                                      | 152   | Rudy Matthijs       | Kim Andersen        |
| 4ª     | 5 luglio  | Roubaix > Le Havre                                          | 300   | Serge Demierre      | Kim Andersen        |
| 5ª     | 6 luglio  | Le Havre > Le Mans                                          | 257   | Dominique Gaigne    | Kim Andersen        |
| 6ª     | 7 luglio  | Châteaubriant > Nantes (cron. individuale)                  | 58,5  | Bert Oosterbosch    | Kim Andersen        |
| 7ª     | 8 luglio  | Nantes > Oléron                                             | 216   | Riccardo Magrini    | Kim Andersen        |
| 8ª     | 9 luglio  | La Rochelle > Bordeaux                                      | 222   | Bert Oosterbosch    | Kim Andersen        |
| 9ª     | 10 luglio | Bordeaux > Pau                                              | 207   | Philippe Chevallier | Sean Kelly          |
| 10ª    | 11 luglio | Pau > Bagnères-de-Luchon                                    | 201   | Robert Millar       | Pascal Simon        |
| 11ª    | 12 luglio | Bagnères-de-Luchon > Fleurance                              | 177   | Régis Clère         | Pascal Simon        |
| 12ª    | 13 luglio | Fleurance > Roquefort-sur-Soulzon                           | 261   | Kim Andersen        | Pascal Simon        |
| 13ª    | 14 luglio | Roquefort-sur-Soulzon > Aurillac                            | 210   | Henk Lubberding     | Pascal Simon        |
| 14ª    | 15 luglio | Aurillac > Issoire                                          | 249   | Pierre Le Bigault   | Pascal Simon        |
| 15ª    | 16 luglio | Clermont-Ferrand > Puy-de-Dôme (cron. individuale)          | 15,6  | Ángel Arroyo        | Pascal Simon        |
| 16ª    | 17 luglio | Issoire > Saint-Étienne                                     | 144,5 | Michel Laurent      | Pascal Simon        |
| 17ª    | 18 luglio | La Tour-du-Pin > Alpe d'Huez                                | 223   | Peter Winnen        | Laurent Fignon      |
|        | 19 luglio | giorno di riposo                                            |       |                     |                     |
| 18ª    | 20 luglio | Bourg-d'Oisans > Morzine                                    | 247   | Jacques Michaud     | Laurent Fignon      |
| 19ª    | 21 luglio | Morzine > Avoriaz (cron. individuale)                       | 15    | Lucien Van Impe     | Laurent Fignon      |
| 20ª    | 22 luglio | Morzine > Digione                                           | 291   | Philippe Leleu      | Laurent Fignon      |
| 21ª    | 23 luglio | Digione > Digione (cron. individuale)                       | 50    | Laurent Fignon      | Laurent Fignon      |
| 22ª    | 24 luglio | Alfortville > Parigi                                        | 195   | Gilbert Glaus       | Laurent Fignon      |
| Totale | Totale    | Totale                                                      | 3 862 |                     |                     |

## Squadre e corridori partecipanti
| N.    | Cod. | Squadra                        |
| ----- | ---- | ------------------------------ |
| 1-10  | COO  | Coop-Mercier-Mavic             |
| 11-20 | REN  | Renault-Elf-Gitane             |
| 21-30 | RAL  | TI-Raleigh-Campagnolo          |
| 31-40 | PEU  | Peugeot-Shell-Michelin         |
| 41-50 | CIL  | Cilo-Aufina                    |
| 51-60 | BdO  | Boule d'Or-Colnago             |
| 61-70 | AER  | Jacky Aernoudt Meubelen-Rossin |

| N.      | Cod. | Squadra                    |
| ------- | ---- | -------------------------- |
| 71-80   | RED  | La Redoute-Motobécane      |
| 81-90   | WOL  | Wolber                     |
| 91-100  | SEM  | Sem-Reydel-Mavic           |
| 101-110 | SPL  | Euro Shop-Mondial Moquette |
| 111-120 | MET  | Metauro Mobili-Pinarello   |
| 121-130 | COL  | Colombia-Varta             |
| 131-140 | REY  | Reynolds                   |

## Resoconto degli eventi
Al Tour de France 1983 parteciparono 140 corridori, dei quali 88 giunsero a Parigi.  Le squadre partecipanti erano 6 francesi, 3 belghe, 1 spagnola, 1 olandese, 1 italiana, 1 svizzera, 1 colombiana.  I corridori partecipanti erano 45 francesi, 30 belgi, 16 olandesi, 11 svizzeri, 10 spagnoli, 10 colombiani, 6 italiani, 2 britannici, 2 lussemburghesi, 2 irlandesi, 1 danese, 1 australiano, 1 portoghese, 1 statunitense, 1 neozelandese, 1 norvegese.
Per la prima volta fu ammessa una squadra dilettantistica, la sudamericana Colombia-Varta: il 70º Tour de France divenne così la prima grande corsa a tappe "open" nella storia del ciclismo.
A testimonianza dell'equilibrio di questo Tour, nessuno vinse più di due tappe (considerando come unità anche il cronoprologo) e soltanto un corridore, l'olandese Bert Oosterbosch, ne vinse due. L'esiguo numero gli permise comunque di divenire il corridore col maggior numero di tappe vinte in questa edizione 1983 della Grande Boucle.
Il parigino Laurent Fignon, trionfatore della classifica generale, portò la maglia gialla al termine delle ultime sei frazioni sulle ventitré previste.

## Classifiche finali

### Classifica generale - Maglia gialla
| Pos. | Corridore            | Squadra        | Tempo      |
| ---- | -------------------- | -------------- | ---------- |
| 1    | Laurent Fignon       | Renault-Elf    | 105h07'52" |
| 2    | Ángel Arroyo         | Reynolds       | a 4'04"    |
| 3    | Peter Winnen         | TI-Raleigh     | a 4'09"    |
| 4    | Lucien Van Impe      | Metauro Mobili | a 4'16"    |
| 5    | Robert Alban         | La Redoute     | a 7'53"    |
| 6    | Jean-René Bernaudeau | Wolber-Spidel  | a 8'59"    |
| 7    | Sean Kelly           | Sem-Reydel     | a 12'09"   |
| 8    | Marc Madiot          | Renault-Elf    | a 14'55"   |
| 9    | Phil Anderson        | Peugeot        | a 16'56"   |
| 10   | Henk Lubberding      | TI-Raleigh     | a 18'55"   |

### Classifica a punti - Maglia verde
| Pos. | Corridore      | Squadra        | Punti |
| ---- | -------------- | -------------- | ----- |
| 1    | Sean Kelly     | Sem-Reydel     | 360   |
| 2    | Frits Pirard   | Metauro Mobili | 144   |
| 3    | Laurent Fignon | Renault-Elf    | 126   |

### Classifica scalatori - Maglia a pois
| Pos. | Corridore               | Squadra        | Punti |
| ---- | ----------------------- | -------------- | ----- |
| 1    | Lucien Van Impe         | Metauro Mobili | 272   |
| 2    | José Patrocinio Jiménez | Colombia       | 195   |
| 3    | Robert Millar           | Peugeot        | 157   |